# Calpulalpan (Estado de México)
Calpulalpan (del náhuatl: calpulli, tlalli, pan ‘barrio, tierra, lugar’‘en tierra de los barrios’) es una localidad del Estado de México, ubicada en el municipio de Jilotepec. En el censo de 2020 estaba poblado por 1430 habitantes. El 22 de diciembre de 1860 la localidad fue el sitio de la Batalla de Calpulalpan, el último enfrentamiento de la Guerra de Reforma.

## Demografía
| Año  | Población |
| ---- | --------- |
| 2005 | 1655      |
| 2010 | 1190      |
| 2020 | 1430      |